# Battaglione Bagramyan
Il Battaglione Bagramyan era un'organizzazione militare, attualmente sciolta, operativa negli anni novanta nella repubblica autonoma dell'Abcasia, in Georgia.
Il Battaglione era composto da armeni che si batterono per l'indipendenza dell'Abkhazia durante la guerra abkhazo-georgiana. Fu così chiamato in onore del maresciallo sovietico di origine armena Hovhannes Bagramyan.
Il Battaglione, nel corso del conflitto, combatté a fianco dei separatisti abkhazi e dei russi contro le forze georgiane, prendendo anche parte alle operazioni di pulizia etnica dei georgiani in Abkhazia.
L'ultimo attacco compiuto dal Battaglione ebbe luogo il 10 maggio 1998 e fu diretto ai danni della rete elettrica degli edifici amministrativi a Mziuri.